# Jonasz Kofta

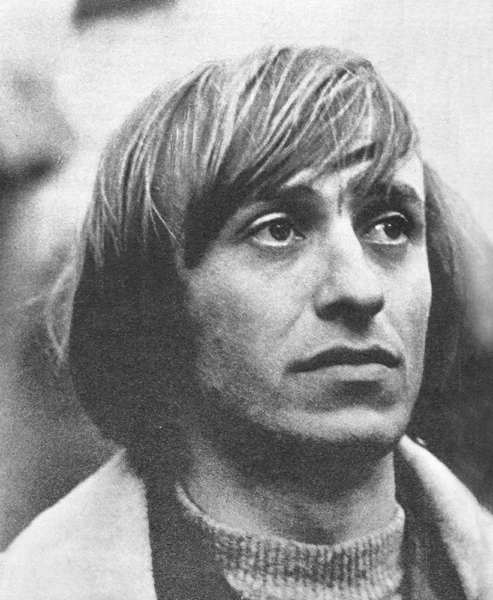
Jonasz Kofta, 1972

Jonasz Kofta (* 28. November 1942 in Mizotsch, Wolhynien, heute Ukraine; † 19. April 1988 in Warschau) war ein polnischer Liedermacher und Dichter.
Die Familie Kofta kam nach dem Zweiten Weltkrieg nach Warschau und lebte später in Breslau und Posen. 1961 machte Kofta das Abitur in Posen am Kunstliceum und begann anschließend in Warschau Malerei zu studieren. Schon während des Studiums begann er zu dichten und Kabarettnummern zu schreiben. Gemeinsam mit Adam Kreczmar und Jan Pietrzak eröffnete er 1962 den studentischen Kabarettclub Hybrydy in Warschau. 1964 wurde er der literarische Leiter des Kabaretts.
Ab 1966 veröffentlichte er Gedichte, Satiren und Liedtexte in Zeitungen. Von 1968 bis 1980 arbeitete er wiederum gemeinsam mit Kreczmar und Pietrzak in einem der populärsten polnisches Kabaretts Pod Egidą. Hier schuf er sich den Ruf eines der poetischsten und politisch wichtigsten Liedermacher Polens. In den 1980er Jahren erkrankte er an Krebs. Am 19. April 1988 erstickte er tödlich beim Essen.